# Анзас (посёлок)
Анзас — посёлок в Таштагольском районе Кемеровской области. Входит в состав Усть-Кабырзинского сельского поселения.

## География
Центральная часть населённого пункта расположена на высоте 568 метров над уровнем моря.

## Население
По данным Всероссийской переписи населения 2010 года, посёлок Анзас не имеет постоянного населения.